# Vícar
Vícar – gmina w Hiszpanii, w prowincji Almería, w Andaluzji, o powierzchni 64,34 km². W 2011 roku gmina liczyła 24 042 mieszkańców.